# Andeimalva mandonii
Andeimalva mandonii là một loài thực vật có hoa trong họ Cẩm quỳ. Loài này được (Baker f.) J.A.Tate mô tả khoa học đầu tiên năm 2003.